# Đội hình bay chữ V
Đội hình bay chữ V (tiếng Anh: V formation) hay còn gọi là bay theo hình chữ V là sự hình thành, sắp xếp đội hình bay theo hình chữ V đối xứng của những đàn chim trời khi bay như ngỗng, vịt trời, sếu và các loài chim di trú khác, ngỗng Canada là một ví dụ phổ biến thể hiện sự hình thành đội hình bay chữ V. Đây là sự biểu hiện hành vi tập thể của động vật. Bằng những phân tích vật lý, đội hình chữ V được xem là đội hình tối ưu về mặt khí động lực học và tiết kiệm nhiều sức lực nhất có thể.
Người ta nhận ra loài chim biết cách tìm vị trí tối ưu để hưởng sức nâng và vỗ cánh đồng bộ để giảm bớt năng lượng cần thiết. Bằng thiên khiếu bẩm sinh này, chúng đồng thời cũng tránh được tác động của những không khí đi xuống do luồng bay của đồng đội phía trước. Trừ con dẫn đầu, các con chim khác đều lợi dụng luồng khí nâng từ con bay trước để tiết kiệm sức lực của mình. Bay theo đội hình chữ V cũng cải thiện hiệu quả nhiên liệu của máy bay và được sử dụng trên các chuyến bay quân sự một cách tối ưu.

## Ý nghĩa đội hình
Hàng năm cứ vào mùa đông, nhiều loài chim lại kéo nhau bay về phương Nam để tránh rét và tìm kiếm thêm thức ăn và nhiều loài chim như nhạn, ngỗng trời, seu đều có tập tính bay đội hình duy nhất là đội hình chữ V. Những con chim như là loài cò áp dụng luật khí động học khi bay hoặc bầy nhạn, bầy ngỗng bay về phương nam để tránh đông theo hình chữ V, nguyên nhân vì hành trình dài và tốn rất nhiều thời gian nên chúng phải sắp xếp đội hình bay một cách tối ưu về mặt năng lượng cũng như để dễ dàng liên lạc với nhau, loài ngỗng không có cách lựa chọn nào khác ngoài đội hình bay chữ V để thực hiện các chuyến bay dài, có khi vượt cả đại dương, điều này không phải ngẫu nhiên mà là kinh nghiệm được trao truyền từ nhiều thế hệ. Nhờ sự liên kết khí động lực học mà rất hiếm khi một con chim nào phải rời đàn vì kiệt sức, nếu con đầu đàn không còn sức lực thì sẽ có một con to khỏe khác thay thế ngay lập tức. 

## Cơ chế vật lý

### Động lực khí

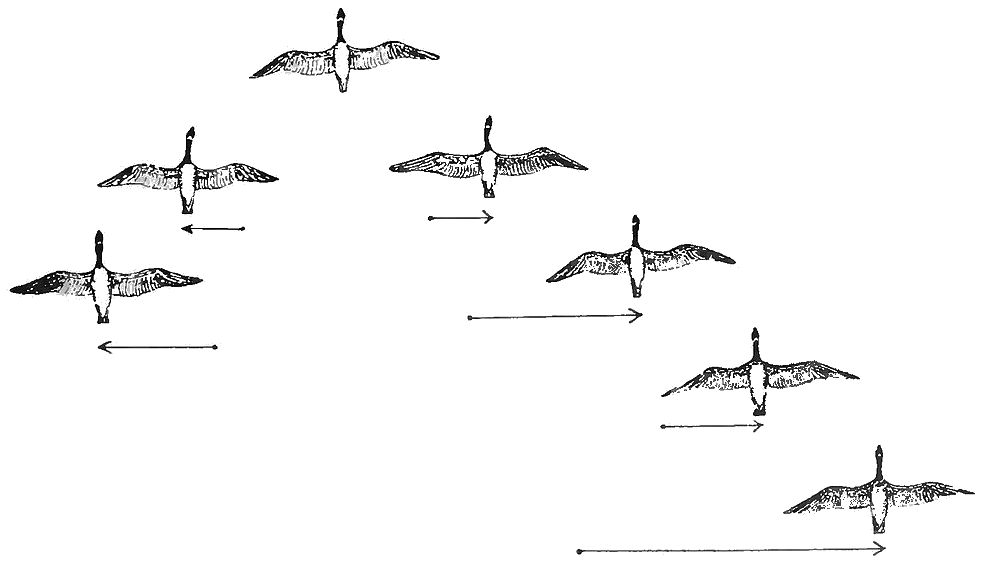
Phân tích khí động lực học của đàn chim khi bay theo đội hình chữ V

Khi bay theo đội hình chữ V như vậy, các con chim thường tận dụng luồng không khí đi qua đôi cánh của chúng bao gồm: 1) luồng khí hướng lên (có lợi) từ phía dưới lên mép sau của đôi cánh giữ cho chú chim ở trên không trung mà không phải quạt cánh vất vả và 2) luồng không khí hướng xuống (không có lợi) từ phía trên đến mép sau đôi cánh. Lợi dụng luồng không khí chuyển động đi lên từ con chim dẫn đầu, con sau bay theo ở phía bên cạnh và hưởng được một phần sức nâng giúp bớt phải dùng nhiều sức lực.
Khi bay, con chim dẫn đầu vỗ cánh làm cho không khí hai bên cánh chuyển động bay lên, luồng khí này truyền ra phía sau. Những con chim bay sau tận dụng luồng khí từ con đầu đàn để nhận luồng khí có lợi và giảm thiểu luồng khí hướng xuống bất lợi để giảm thiểu sức lực mà chúng phải sử dụng trong suốt thời gian dài. Những con chim bay sau chỉ đơn giản cảm nhận được đâu là vị trí của luồng không khí hướng lên và đâu là vị trí của luồng không khí hướng xuống, từ đó chúng sẽ xác định được vị trí thích hợp để không phải mất nhiều sức lực khi bay. Cứ như vậy nối tiếp nhau chúng sẽ tạo thành một đội hình chữ V.
Đàn chim nhạn bay theo luồng khí đó xếp thành hình chữ V, giúp cho con chim bay sau lợi dụng được luồng khí được tạo ra từ con bay trước. Mỗi khi một ngỗng vỗ đôi cánh của mình, nó tạo ra một lực đẩy cho con ngỗng bay ngay sau nó, bằng cách bay theo hình chữ V, đàn ngỗng tiết kiệm được 71% sức lực so với khi chúng bay từng con một, những con bồ nông trắng khi bay theo đội hình chữ V có nhịp tim thấp và nhịp vỗ cánh thấp hơn 14% khi chúng bay một mình, và khi bay thành đàn thì những chú chim có thể bay nhanh hơn một con chim đơn độc tới 71%.

### Con đầu đàn
Trong đội hình bay, vai trò đầu đàn của những con chim khỏe mạnh rất quan trọng, nhưng chúng có sự luân phiên dẫn đầu để đảm bảo mục tiêu chung của cả đàn. Con chim bay ở đầu mũi tên hay hình chữ V thường là đầu đàn và có sức khỏe hơn hẳn những con phía sau, dẫn đầu đàn nhạn luôn là con chim trống to khoẻ còn các con mái, chim non và các con sếu bay theo sau.
Khi con ngỗng đầu đàn mỏi mệt, thì ngay lập tức nó sẽ chuyển sang vị trí bên cánh và sẽ có một con ngỗng to khỏe khác sẽ thay thế để dẫn đầu. Trong khi bay theo hình chữ V, con ngỗng đầu đàn không phải là nhà lãnh đạo hay vị chỉ huy được hưởng danh lợi mà phải chịu nhiều hy sinh, mệt nhọc và áp lực nhất. Nên khi mệt mỏi phải lùi lại, nhường bước cho con ngỗng phía sau tiến lên vị trí đầu đàn. Có sự san sẻ mệt nhọc như vậy, bầy ngỗng mới bay xa được.

### Sự phối hợp
Khi bay theo đội hình chữ V giúp giữ liên lạc tốt hơn bởi các chú chim đằng sau dễ dàng nhìn thấy các chú chim phía trước. Điều này rất quan trọng để chúng không bị lạc đàn mỗi khi chú chim bay đầu ra tín hiệu dừng lại để nghỉ, tìm thức ăn hoặc đổi hướng bay. Mỗi con ngỗng đều biết rằng không thể bay sai đội hình này, càng không thể bay một mình mà không có sự hỗ trợ về nhiều mặt của cả đàn, nếu muốn sống còn. Tiếng kêu của bầy ngỗng từ đằng sau sẽ động viên những con đi đầu giữ được tốc độ của chúng.
Mỗi khi một con ngỗng bay lạc khỏi hình chữ V của đàn, nó nhanh chóng cảm thấy sức trì kéo và những khó khăn của việc bay một mình. Nó sẽ nhanh chóng trở lại đàn để bay theo hình chữ V như cũ, và được hưởng những ưu thế của sức mạnh từ bầy, khi một con ngỗng bị bệnh hay bị thương và rơi xuống, hai con ngỗng khác sẽ rời khỏi bầy để cùng xuống với con ngỗng bị thương và bảo vệ nó. Chúng sẽ ở lại cho đến chừng nào con bị thương lại có thể bay hoặc là chết, và khi đó chúng sẽ nhập vào một đàn khác để tiếp tục bay về phương nam.

## Ứng dụng xã hội

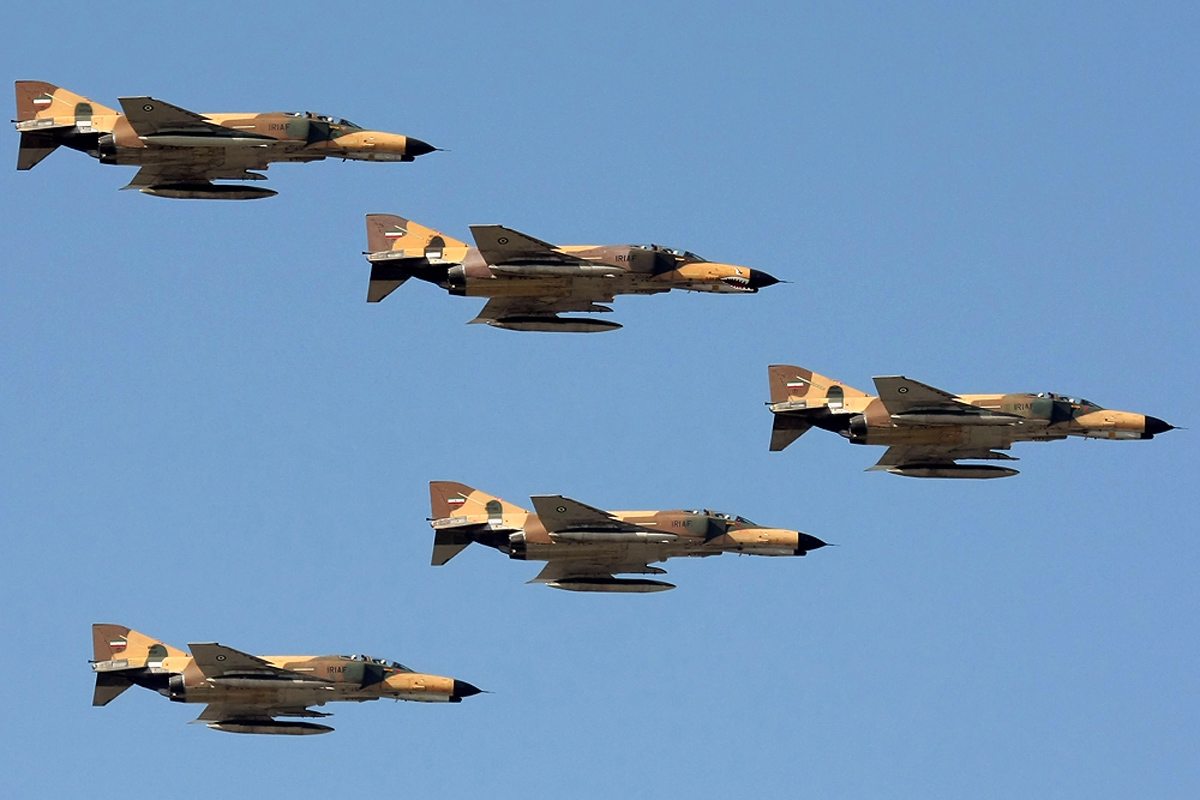
Đội hình bay chữ V của Không lực Iran với phi đội 5 chiếc

Con người đã thể học tập cách bay theo đội hình chữ V của loài chim bởi lợi ích tiết kiệm năng lượng khi bay đội hình khá phổ biến với cả phi công dân sự và quân sự. Bằng cách giữ đầu mũi cánh trong vùng xoáy của máy bay phía trước, mỗi chiếc bay sau có thể tiết kiệm tối đa 18% lượng nhiên liệu, điều này còn biểu hiện qua đội hình bay của những máy bay quân sự thường thấy khi diễn tập, biễu diễn thường bay theo đội hình chữ V với 01 máy bay ở đỉnh và các máy bay chia đều 2 cánh, có thể là phi đội với 3 chiếc, 5 chiếc hoặc nhiều hơn.
Trong quan hệ xã hội, cũng dựa vào bài học này, khi là thành viên của một nhóm, người ta cùng chia sẻ những mục tiêu chung, người ta sẽ đi đến nơi họ muốn nhanh hơn và dễ dàng hơn vì họ đang đi dựa trên sự tin tưởng lẫn nhau. Nếu có sự cảm nhận tinh tế của loài ngỗng, sẽ chia sẻ thông tin với những người cũng đang hướng đến cùng một mục tiêu chung. Chia sẻ vị trí lãnh đạo sẽ đem lại lợi ích cho tất cả, và những công việc khó khăn nên được thay phiên nhau đảm nhận. Những lời động viên sẽ tạo nên sức mạnh cho những người đang ở đầu con sóng, giúp họ giữ vững tốc độ, thay vì để họ mỗi ngày phải chịu đựng áp lực công việc và sự mệt mỏi triền miên. Nếu có tinh thần của loài ngỗng, sẽ sát cánh bên nhau khi khó khăn. 

## Hình ảnh

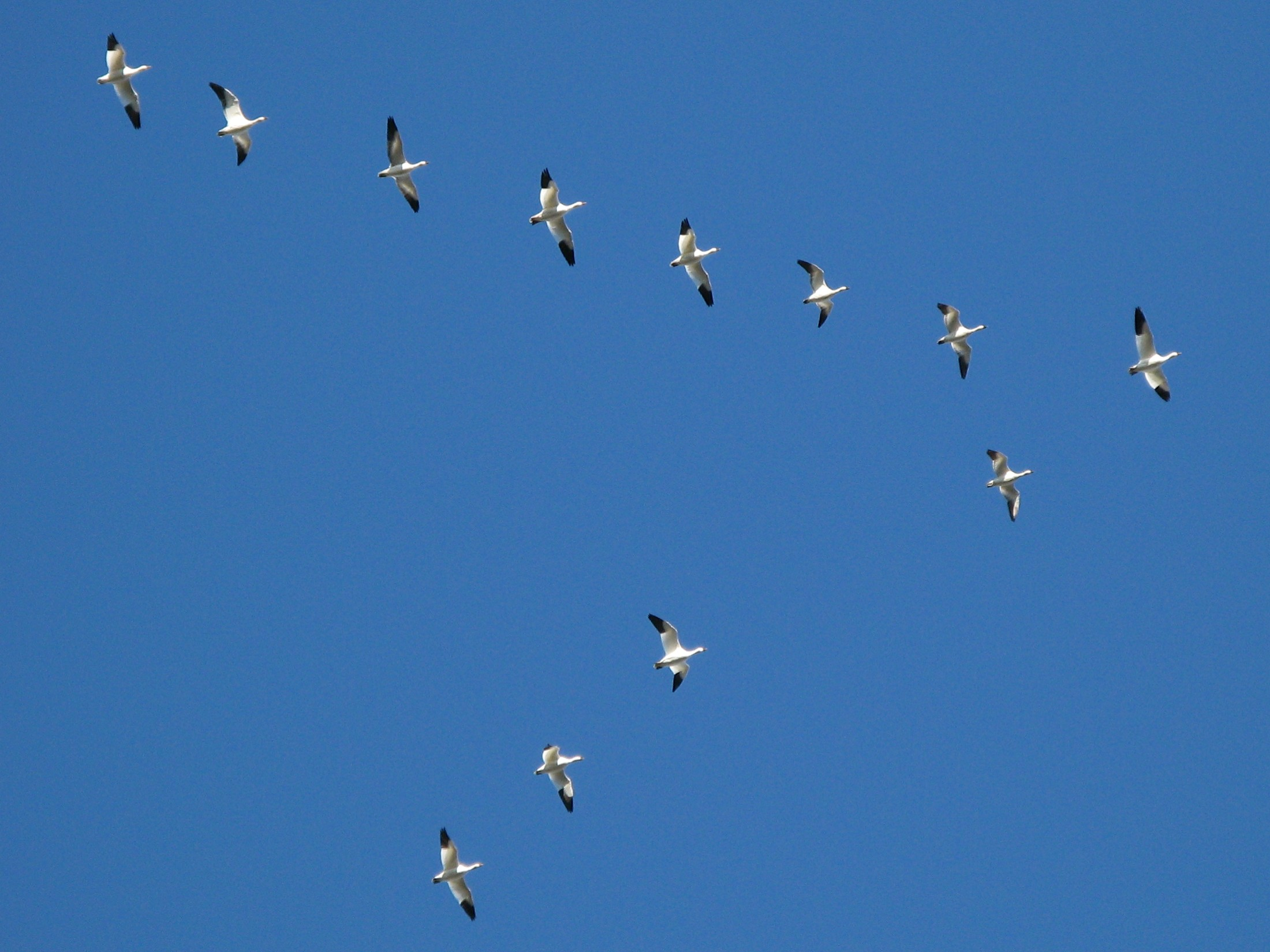
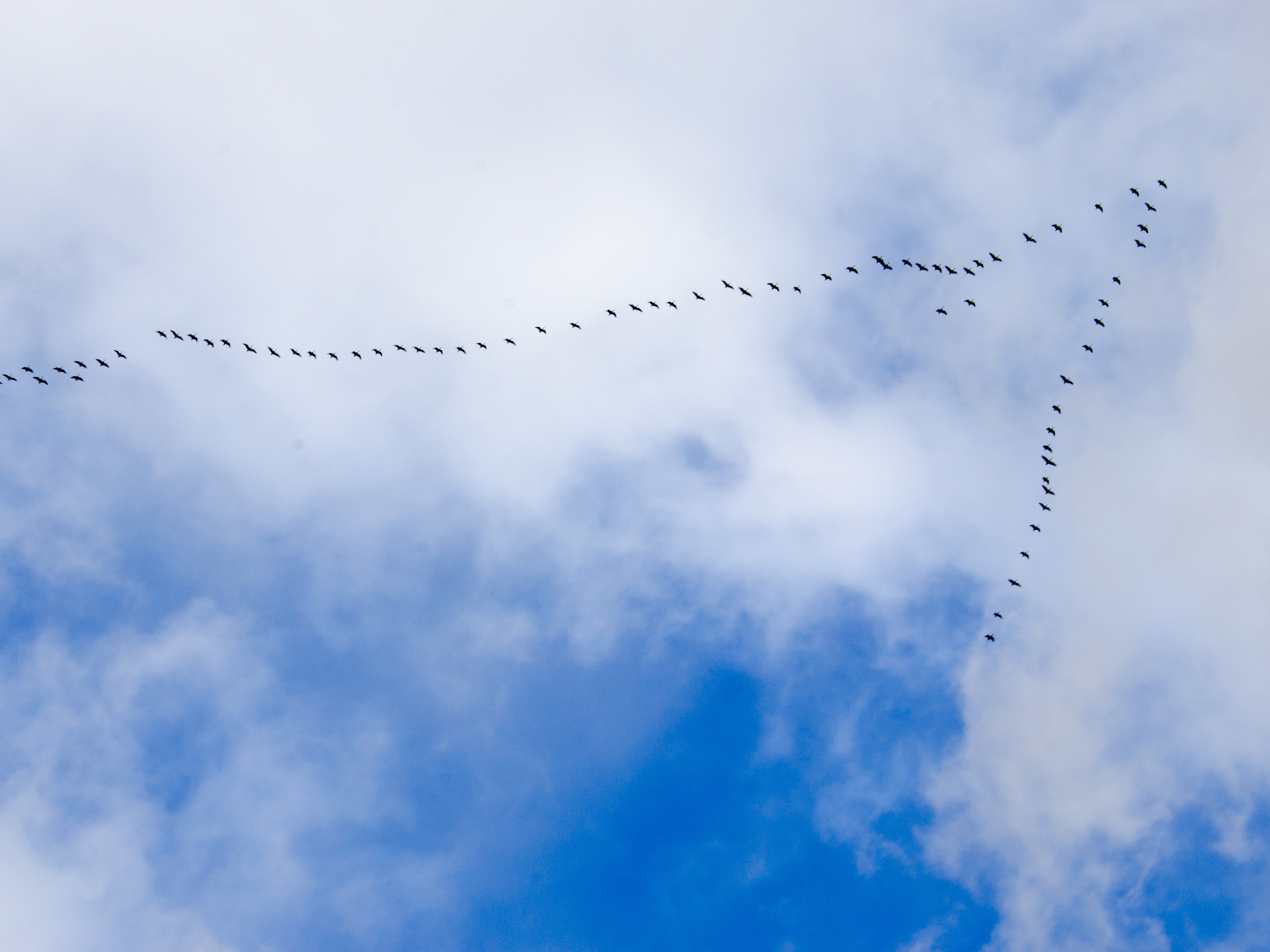
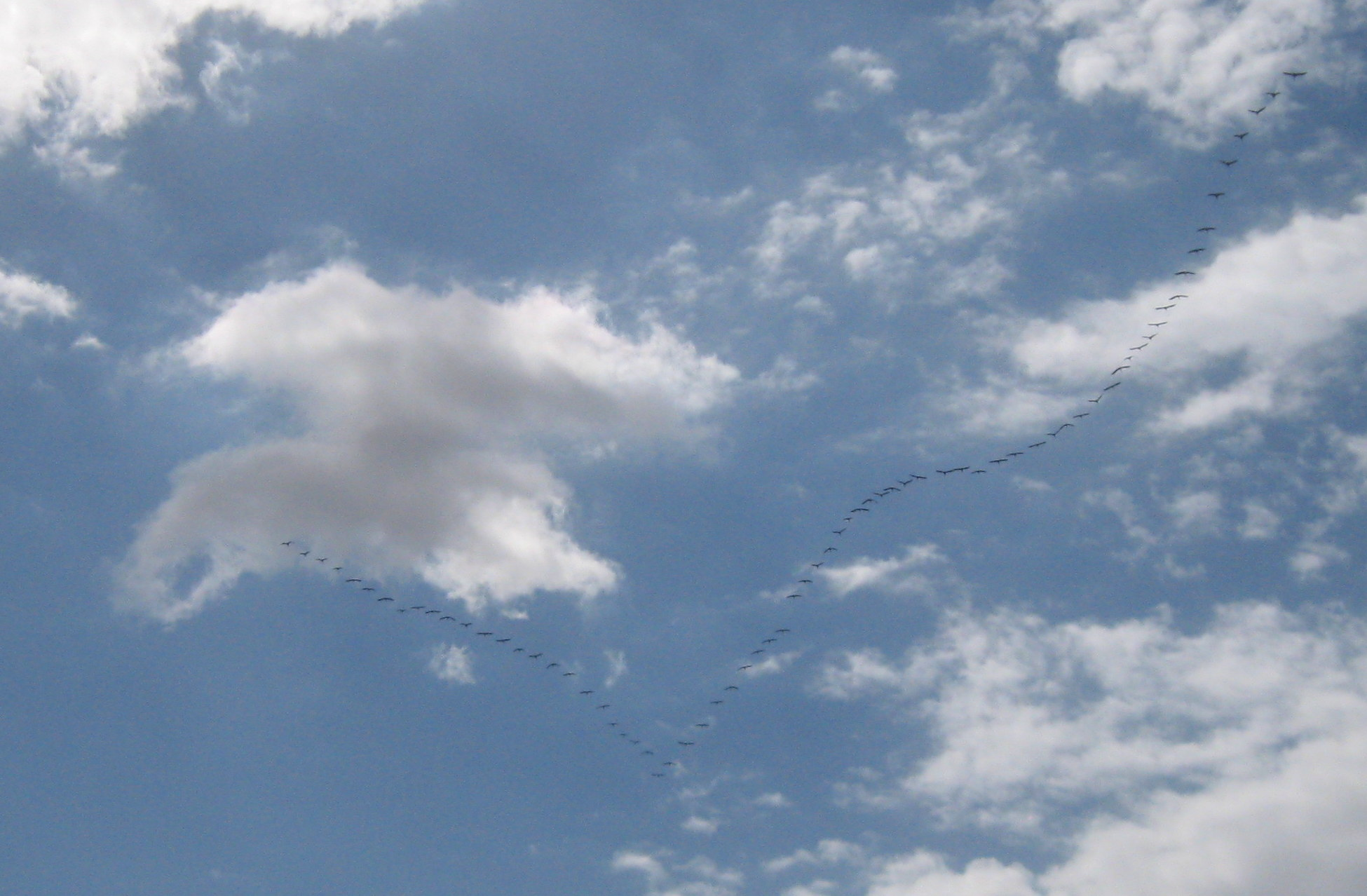
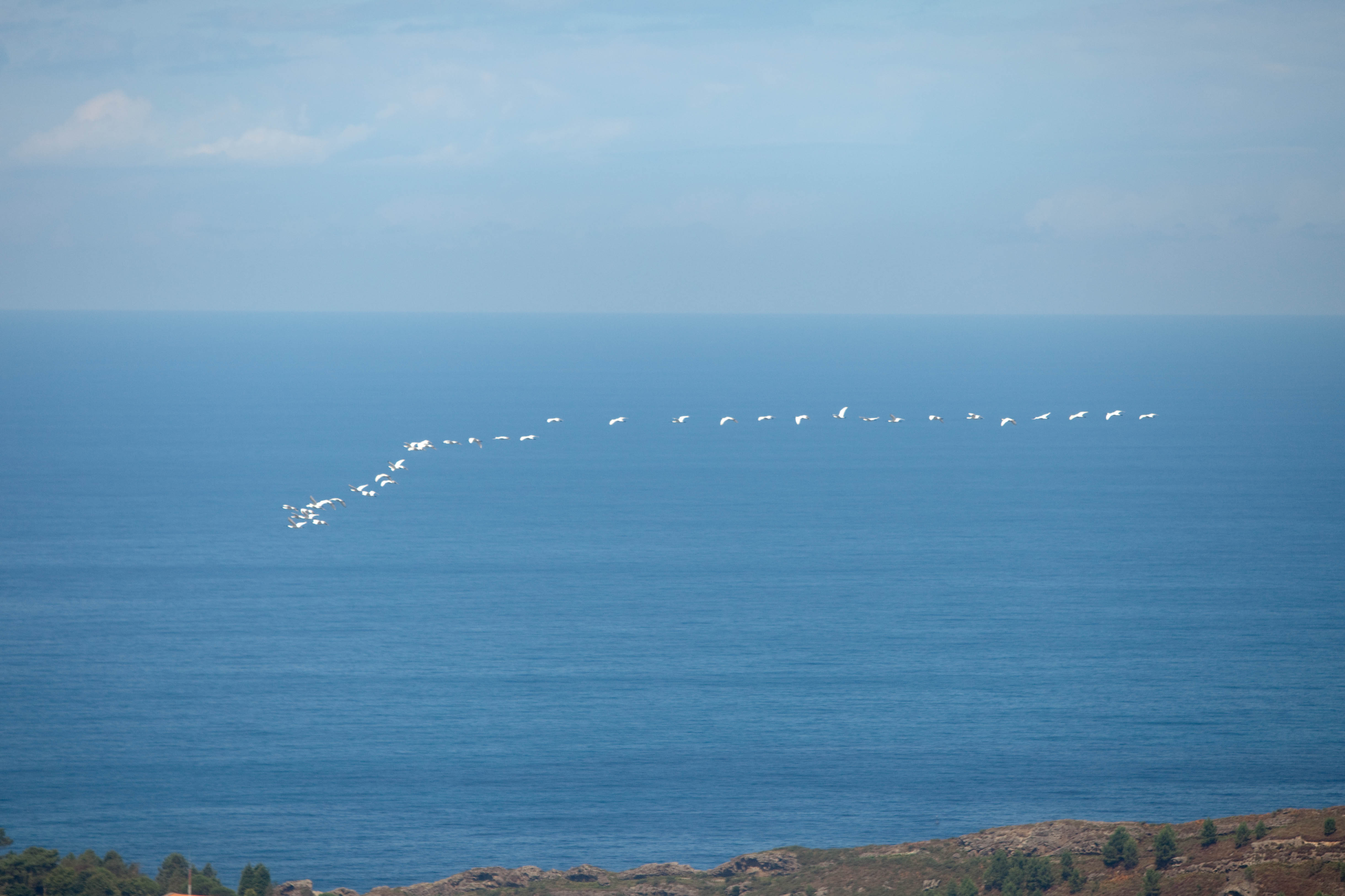
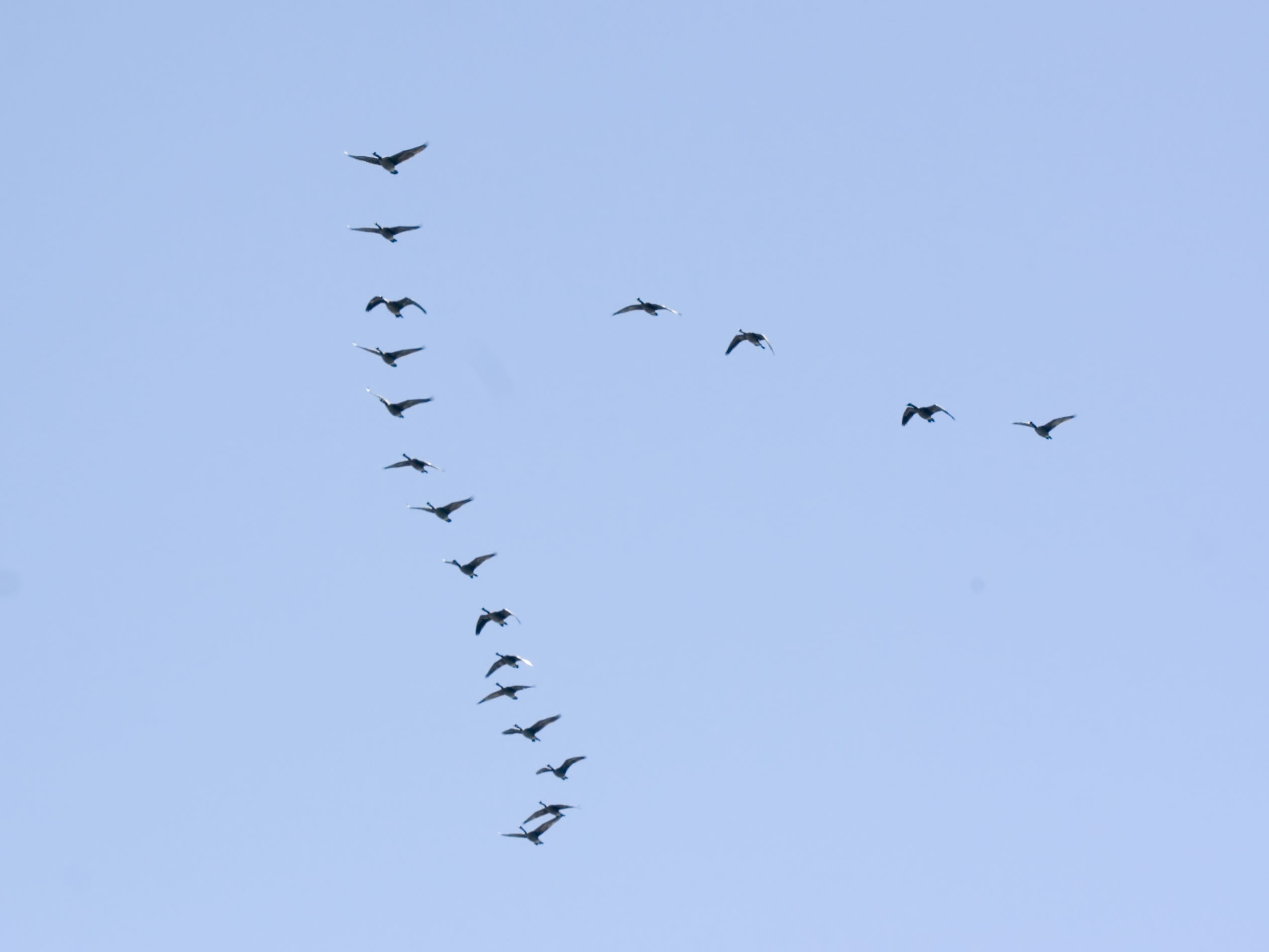
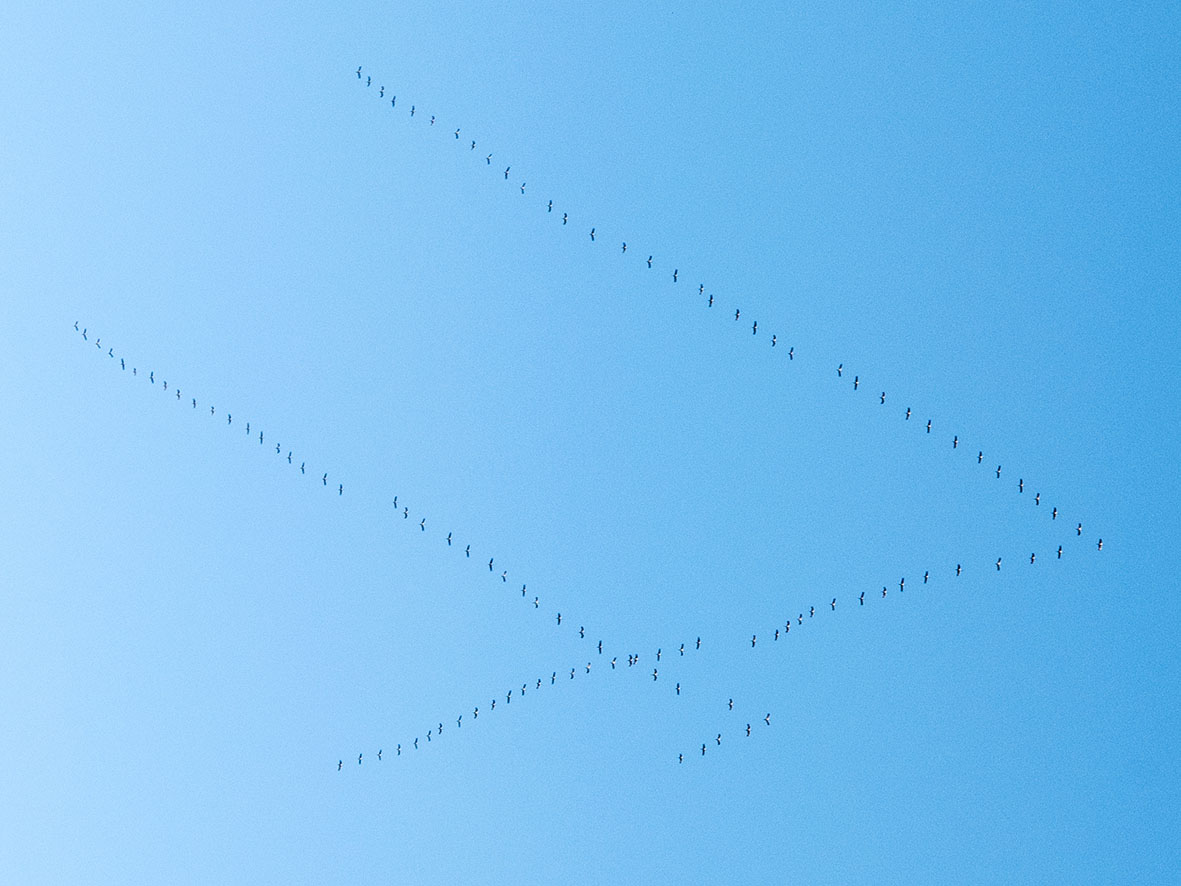
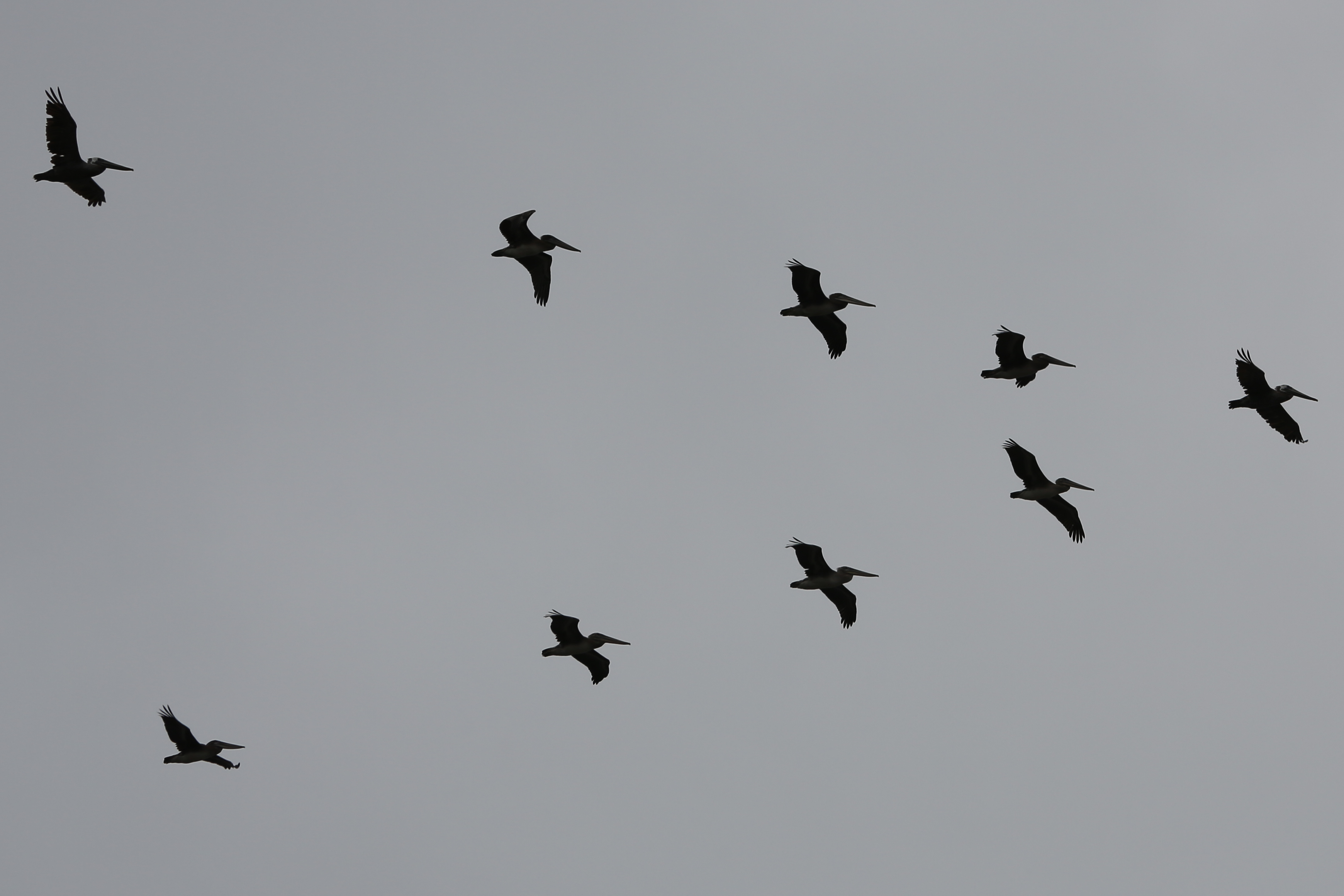
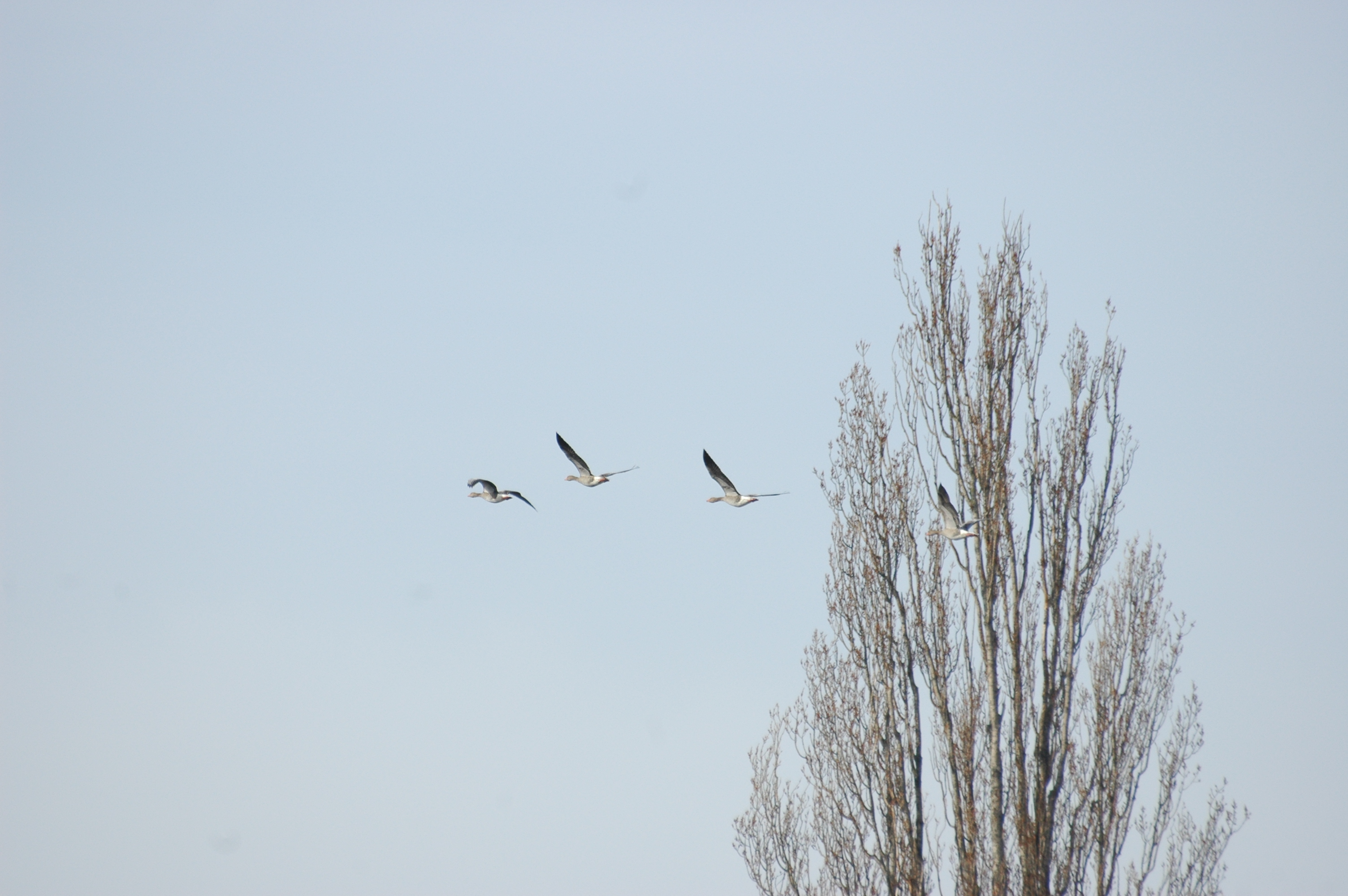